# Distrito de Caylloma
El distrito de Caylloma (AFI: [kajˈʝoma]) es uno de los 20 distritos de la provincia de Caylloma en el departamento de Arequipa, bajo la administración del Gobierno regional de Arequipa, en el sur del Perú. Limita por el norte con los distritos de Santo Thomas (provincia de Chumbivilcas), Cayarani (provincia de Condesuyos) y Espinar; por el sur con los distritos de Tapay y Madrigal de la provincia de Caylloma; por el este con los distritos de Tisco y Sibayo de la provincia de Caylloma; y por el oeste con la provincia de Castilla.

## Historia
Conocido como tierra de los Watayponchos Hombres Aguerridos, tierra de los chancas.  Por la importancia de las famosas minas del distrito de Caylloma el 3 de junio de 1565 se la hizo provincia separada, pero con el nombre de Collagua. En 1631 fue declarada capital de la provincia de Caylloma por el descubrimiento de las minas. El distrito fue creado el 3 de mayo de 1955, según el dispositivo legal 12031, durante el gobierno del Presidente Manuel A. Odría.

## Ubicación geográfica
Se encuentra ubicado en la región meridional de la cordillera de Shila, y situado al extremo norte de la provincia de Caylloma, se encuentra en la vertiente atlántica, pertenece a la cuenca del río Apurimac, sub. cuencas de los ríos velille y Hornillos.
El distrito de Caylloma está ubicado a una altitud de 4 310 m s. n. m. con altitudes mínimas y máximas del orden de los 4150 m s. n. m. hasta los 5700 m s. n. m., entre las coordenadas de 71°46’08” y 71°76’56” longitud oeste; 15°10’02” y 15°11’36” latitud sur.

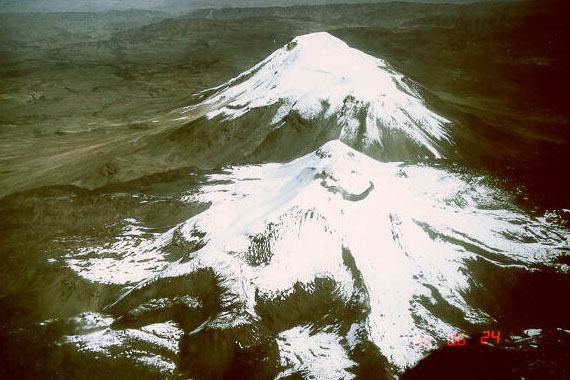
Nevado Ampato y Volcán Sabancaya

## Población
La población actualmente es de 4 102 habitantes, con un 35% de hispanohablantes y 65% de quechua o aimarahablantes.

## División administrativa
El área total del distrito de  1 499 km², distribuidos entre comunidades campesinas y centros poblados menores.
Caylloma se divide políticamente por 11 anexos. 162 estancias de los cuales en Coraza esta el 9% de las estancias, en Talta Huarahuarco el 11%, en Caylloma pueblo el 7%, en Apacheta Rajada el 9%, en Aparuyo el 10%, en Cucho Capilla el (%, en Jachaña el 8%, en Antayaque el 13%, en Ñequeta el 9% y en Chinosiri el 16%(*)

### Centros poblados, Comunidades y Anexos
- Centro Poblado de Jachaña

Comunidades Campesinas:
- Cucho Capilla
- Santa Rosa
- Apacheta Rajada

Anexos:
- Ñequeta
- Pusa Pusa
- Talta Hurahuarco
- Antayaque
- Sotocaya
- Chinosiri
- Aparuyo
- Coraza

## Vías de Comunicación y Acceso
Debido a la lejanía del distrito y del poblado principal el acceso a Caylloma es difícil.
- Carretera Arequipa - Patahuasi - Chivay- Sibayo - Caylloma: Correctamente asfaltada entre Arequipa y Chivay, Asfaltada y con baches entre Chivay y Sibayo, trocha afirmada dificultosa

```
en época de lluvias entre Sibayo y Caylloma. También hay ocurrencia de Nevadas en Invierno lo cual deja en mal estado el tramo entre Chivay y Sibayo.
```

### Barrios
Está conformado por 5 barrios los cuales son los siguientes:
1_Azul Mayo
2_Ciudad Minera
3_Francisco de zela
4_ Tupac Amaru
5_Huaynapata
6_El molino
7_Las Flores 

#### Barrio Huaynapata
Es uno de los principales barrios del distrito, su nombre proviene de palabras quechuas "Huayna" que quiere decir "joven" y "pata" lugar ubicado en la parte alta.
Ríos
- Azul mayo
- Chonta
- Lama mayo
- Apurímac

Lagunas
- Unquina (tiene forma de feto humano) ubicado en la Comunidad Campesina de Santa Rosa
- Jesús María
- Vilafro
- jahuecca
- Llocococha

## Autoridades

### Municipales
- 2011-2014[1]
  - Alcalde: Mario Eduardo Mena Mercado, del Movimiento Arequipa Avancemos (AA).
  - Regidores: Zacarias Arotaype Soto (AA), Santos Faustino Chipa Sisa (AA), Zorayda Delia Ccallo Condori (AA), Pedro Pelayo Choquehuanca Choquehuanca (AA), Ricardo Llacho Yanque (APRA).
- 2007-2010
  - Alcalde: Jorge Modesto Cueva Tejada.

### Religiosas
- Párroco[2]
  - Parroquia San Francisco de Asís: Pbro. Franz Windischhofer Raffetseder.

## Festividades
- Virgen de la Natividad
- Virgen del Rosario.